# Ficus trigona
Ficus trigona är en mullbärsväxtart som beskrevs av Carl von Linné d.y.. Ficus trigona ingår i släktet fikonsläktet, och familjen mullbärsväxter. Inga underarter finns listade i Catalogue of Life.